# Eloxochitlán de Flores Magón
Eloxochitlán de Flores Magón är en kommun i Mexiko.   Den ligger i delstaten Oaxaca, i den sydöstra delen av landet, 270 km sydost om huvudstaden Mexico City.
Följande samhällen finns i Eloxochitlán de Flores Magón:
- San José Buenavista
- Agua Iglesia
- Agua de Cueva
- Peña Colorada
- Plan de Cebolla
- Agua Torcida
- Agua Blanca
- Agua Ancha
- Barrio Escopeta
- Puerto Rosete
- La Raya San Pedro
- El Cimiento
- Mina de Oro
- Colonia las Flores